# Pletzenoppia inclinata
Pletzenoppia inclinata är en kvalsterart som först beskrevs av Hammer 1962.  Pletzenoppia inclinata ingår i släktet Pletzenoppia och familjen Oppiidae. Inga underarter finns listade i Catalogue of Life.